# 막스 율렌
막스 율렌(독일어: Max Julen, 1961년 3월 15일~)은 스위스의 알파인 스키 선수이다. 1984년 동계 올림픽 남자 대회전 부문에서 금메달을 획득했다.